# Trident Ploughshares

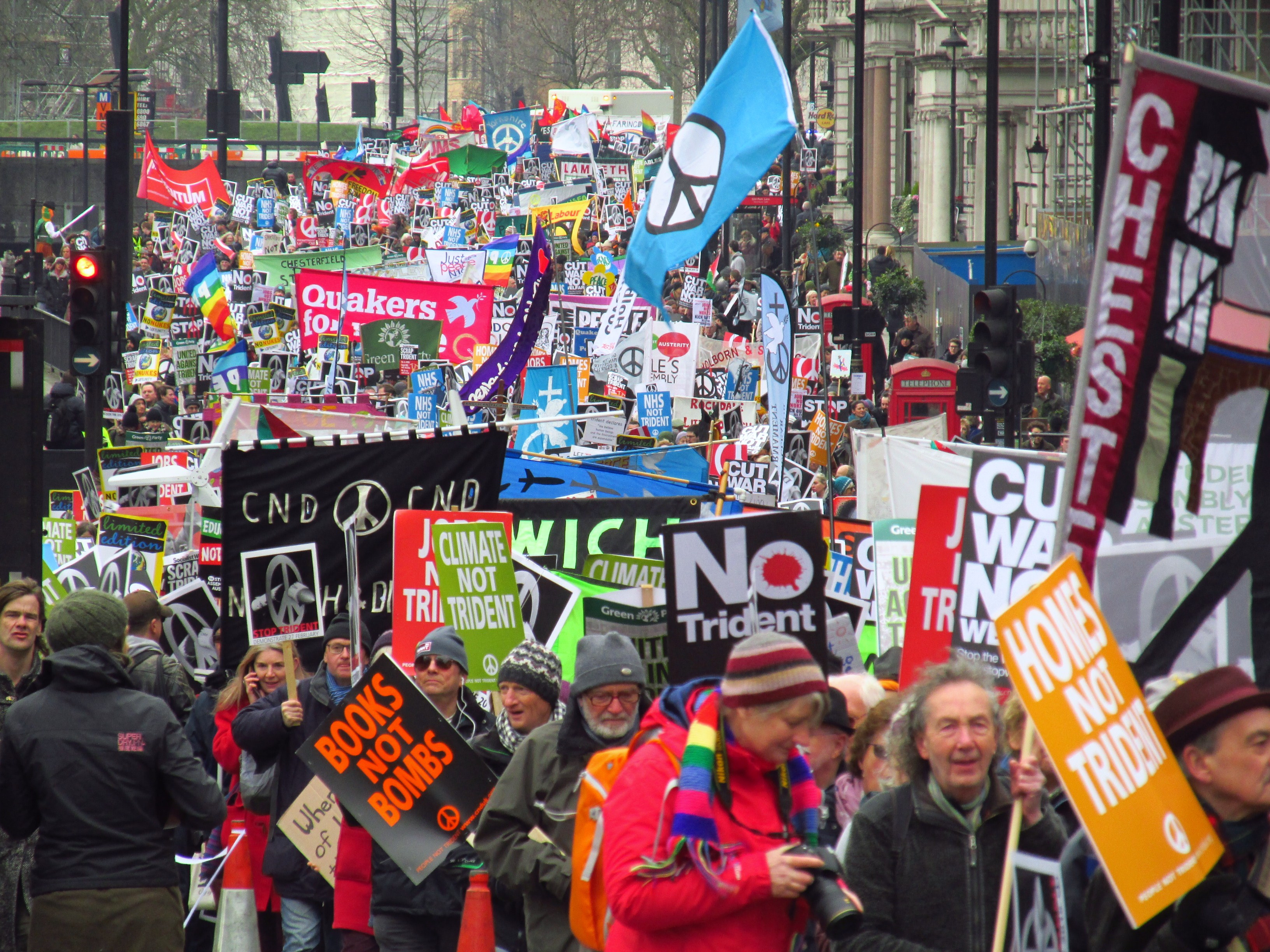
Manifestantes contra el programa nuclear Trident en Londres, febrero de 2016

Trident Plowshares (originalmente llamado Trident Plowshares 2000) es un grupo activista contra las armas nucleares, fundado en 1998 con el objetivo de "convertir espadas en arados" (tomado del Libro de Isaías). En concreto, se trata de intentar desarmar el sistema de armas nucleares Trident del Reino Unido, de forma no violenta. El grupo original estaba formado por seis activistas principales, incluida Angie Zelter, fundadora de la campaña no violenta Snowball.
El grupo ha atraído la atención de los medios de comunicación tanto por sus acciones directas de desarme no violento como por la desobediencia civil masiva a las puertas de los establecimientos de la Marina Real Británica con conexiones a los sistemas de armas Trident del Reino Unido.
En 2001, recibió el Premio Right Livelihood por ofrecer un modelo práctico de acción directa, transparente y no violenta, dedicada a librar al mundo de las armas nucleares.

## El sistema de misiles nucleares Trident y derecho internacional
La base de las diversas acciones de desarme de Trident Ploughshare es la Opinión consultiva de la Corte Internacional de Justicia de 1996, Legalidad de la amenaza o el uso de armas nucleares, en la que se determinó que la amenaza o el uso de armas nucleares generalmente sería contrario a las reglas del derecho internacional aplicable en los conflictos armados.
Además de esto, Trident Ploughshares también argumenta que, dado que el gobierno británico no está negociando activamente el desarme nuclear y está considerando activamente actualizar el programa nuclear Trident del Reino Unido, está violando el Tratado de No Proliferación de 1968.
Los activistas de Trident Ploughshares argumentan que, dado que el gobierno británico no ha respondido a sus diversas comunicaciones sobre el estado legal del sistema de misiles nucleares Trident, deben asumir la responsabilidad individual del desarme.

## Acciones anteriores de Ploughshares
Antes de la creación de Trident Ploughshare, hubo otras acciones realizadas por miembros del Ploughshares Movement, un grupo cristiano de paz.
El 29 de enero de 1996, Andrea Needham, Joanna Wilson y Lotta Kronlid, conocidas como las 'Cuatro Ploughshares', irrumpieron en la fábrica de British Aerospace en Lancashire y causaron daños por valor de 1,7 millones de libras esterlinas al BAe Hawk número ZH955, un avión de entrenamiento que iba a ser suministrado junto con otros 23 aviones al régimen del Nuevo Orden de Indonesia. Angie Zelter fue detenida posteriormente al anunciar su intención de seguir dañando los aviones.
Acusados de causar y conspirar para causar daños criminales, con una pena máxima de diez años, argumentaron que lo que habían hecho no era un crimen, sino que "estaban actuando para evitar que British Aerospace y el Gobierno británico ayudaran e instigaran al genocidio". Fueron absueltos por el jurado.

## Protestas y juicios penales
El segundo gran disturbio se produjo el 27 de abril de 2001, cuando tres mujeres miembros de la campaña abordaron la barcaza Maytime en Loch Goil y destruyeron y se llevaron equipo. Después de ser acusadas de dañar maliciosamente la embarcación, robar dos balsas salvavidas inflables y dañar el equipo en un laboratorio a bordo, fueron absueltas en el juicio posterior en Greenock, que luego fue recurrido ante el Tribunal Superior de Escocia con el Lord Advocate Reference 2001. Aunque según la ley escocesa, el Tribunal Superior no tenía la facultad de anular las absoluciones, su dictamen fue que la base del caso de la defensa no debería haber sido admisible.
En mayo de 2005, el grupo ocupó Drake's Island, una isla de propiedad privada en Plymouth Sound, y la declaró estado libre de armas nucleares para destacar la hipocresía de Gran Bretaña sobre las conversaciones sobre el tratado de no proliferación que se llevan a cabo en Nueva York.